# Little Britain
Little Britain is een komische televisie- en radioserie op de Britse zender BBC, bestaande uit een serie korte sketches. De serie wordt geschreven en gespeeld door Matt Lucas en David Walliams. In Nederland wordt de serie uitgezonden door de VPRO op NPO 3 en OUTTV en in Vlaanderen op Canvas en CAZ.
De serie won zowel in 2004 als 2005 een BAFTA Award. In 2006 won de serie een Emmy Award voor beste komedie.
In het najaar van 2008 werd de vierde reeks, Little Britain USA, uitgezonden op HBO en BBC One. Ondanks eerdere berichten over een mogelijke tweede reeks, maakte HBO eind augustus 2009 bekend dat deze plannen geschrapt werden. Wel bestaat de kans dat enkele specials van de reeks zullen worden opgenomen en later worden uitgezonden.
Walliams en Lucas denken er ook aan een film te maken van de serie.
De serie werd op 5 juni 2020 naar aanleiding van de dood van George Floyd van Netflix en de BBC iPlayer gehaald omdat deze racistisch zou zijn. NPO Start plaatste een disclaimer bij de serie. De acteurs hebben hun excuses aangeboden.

## Beschrijving
Little Britain begon als een sketchshow op BBC Radio 4 in 2001, als twee korte series met episodes van een half uur. In 2003 maakte de serie zijn debuut op televisie. In eerste instantie alleen op het digitale kanaal BBC Three, maar na het grote succes van de serie aldaar werd de serie geherprogrammeerd op BBC Two, en voor de derde serie op BBC One. In totaal zijn er nu drie series en drie 'Christmas Specials', waarvan er twee ook al in Nederland te zien waren. Tussen 2005 en 2007 maakten Lucas en Walliams een tournee door het Verenigd Koninkrijk en Australië met hun typetjes uit de show, genaamd Little Britain Live.
De serie lijkt in eerste instantie vooral te draaien om platte humor, maar bij nadere bestudering van de episodes blijkt dat de sketches vaak slim in elkaar zitten en commentaar leveren op de Britse samenleving. In de serie worden personages uit alle drie de landsdelen van Britain gepersifleerd.
Veel van de sketches draaien rond "minderheidsgroepen", zoals:
- Corpulente mensen, zoals de sketches rondom Marjorie Dawes met haar 'Fat Fighters' dieetgroep en Bubbles DeVere die met haar 'sexy' lichaam in natura probeert te betalen.
- Gehandicapten, zoals in de scènes rondom Andy Pipkin die in een rolstoel zit (maar eigenlijk gewoon lui is en kan lopen) en zijn naïeve verzorger Lou Todd; Dennis Waterman, een lilliputter die acteert en voor elke show het themalied wil schrijven.
- Tienermeisjes uit de Breezercultuur, door de stukjes met Vicky Pollard en haar grove, agressieve en ongemanierde gedrag.
- Homoseksuelen, door de sketches met Daffyd Thomas, de 'enige homo in het dorp' en Sebastian Love die eigenlijk smoorverliefd is op de Britse premier (gespeeld door Anthony Stewart Head) en dat iets te duidelijk laat blijken.
- Travestieten, de sketches met Emily Howard en Florence Rose, twee 'dames' gekleed in Pride and Prejudice-stijl.

De sketches worden aan elkaar gepraat door Tom Baker, die bekend werd door zijn rol als Doctor Who. Dit doet hij vaak op een absurde manier; zo claimt hij onder andere dat het Verenigd Koninkrijk aan Peru verbonden is via een tunnel en geeft hij bijvoorbeeld de tijd door als 30 minuten over Oliver. Ook tijdens de show Little Britain Live was Toms stem te horen.
De humor van Little Britain is typisch Brits, door de mengeling van absurde, droge humor met een vaak ironische ondertoon. De show is hierdoor verwant aan klassieke Britse series als Monty Python's Flying Circus en The Fast Show.

## Voornaamste personages

### Anne
Gespeeld door: David Walliams 

Te zien: Vanaf seizoen 1 

Catchphrase: Eh-eh-ehhh! 

Anne is een patiënte in het Steven Spielberg Ziekenhuis in Little Bentcock, waar ze wordt voorbereid om zich opnieuw te integreren in de samenleving. Ze is mentaal erg beperkt, behalve bij het beantwoorden van de telefoon, waarbij ze op een volledig samenhangende en beleefde manier converseert. Helaas voor haar psychiater dr. Lawrence (Matt Lucas), die bijna altijd wordt vergezeld door dr. Beagrie, vertoont ze nauwelijks vooruitgang tijdens haar observaties. Ze vertoont vaak extreem gedrag, zoals het likken of strelen van het gezicht van anderen, of voorwerpen om haar heen vernielen. Anne houdt van uitwerpselen. Ze maakte een schilderij met haar eigen uitwerpselen waaronder ze "Vrolijk Kerstmis" schreef. Anne heeft gewerkt in een bibliotheek, op een bowlingbaan en als pianiste in een restaurant. Ze toont veel interesse in amateurtoneel en huisdecoratie.
Anne komt voor in alle seizoenen, waaronder ook Little Britain Live. In Little Britain Abroad ontmoette ze de paus, wiens gezicht ze likte en aan wie ze haar vagina liet zien, en ging ze naar het Louvre in Parijs, waar ze de Mona Lisa stal. Anne kwam niet voor in Little Britain USA.

### Carol Beer
Gespeeld door: David Walliams 

Te zien: Vanaf seizoen 2 

Catchphrase: Computer says no 

Carol Beer is een gedesillusioneerde vrouw die een aantal jobs uitoefent, zoals bankbediende, reisagente of ziekenhuisreceptioniste, waarbij ze een zeer nauwe relatie heeft met haar computer. Wanneer men haar een simpele vraag of verzoek voorlegt, zoals het openen van een bankrekening, het boeken van een reis of een afspraak maken, typt ze deze informatie in in haar computer. Als ze merkt dat er niet kan worden voldaan aan het verzoek, antwoordt ze droogweg Computer zegt nee. Meestal geeft Carol dan een bizar alternatief dat de klant hoogstwaarschijnlijk niet zal aanvaarden. Ze is niet bereid om enig initiatief te nemen om haar klanten verder te helpen, en zal eerder in hun gezicht hoesten om hen te doen weggaan. Carol vindt het leuk om soms extra onbehulpzaam te zijn, te vloeken in het bijzijn van kinderen, of gewoonweg grof te zijn. Wanneer een klant iets vertelt over hun persoonlijke leven haalt ze haar schouders op.
Carol komt voor vanaf seizoen 2 en in Little Britain USA en Little Britain Abroad. Carol werd verwacht te verschijnen in Lucas en Walliams' andere serie Come Fly with Me als check-in manager voor Flylo Airlines, maar dit werd tegengehouden door Walliams die niet wou dat het een spin-off zou zijn van Little Britain.

### Marjorie Dawes
Gespeeld door: Matt Lucas 

Te zien: Vanaf seizoen 1 

Catchphrase: Hello Fatties!, Say it again? 

Marjorie Dawes is een vrouw die een gewichtsverliesgroep genaamd de "Fat Fighters" bestuurt, ondanks dat ze zelf tegen de 100kg weegt. Ze is onbeschoft en gemeen, vooral tegen de leden van de Fat Fighters, waartegen ze zegt dat ze dik zijn. De vaste leden zijn Pat, Paul, Tania en de Indiase Meera. Pat en Paul krijgen een relatie en trouwen later in de reeks. Marjorie pretendeert meestal niet te begrijpen wat Meera zegt, waarop een ander lid meestal zegt wat Meera bedoelt, waarop Marjorie het anders interpreteert. Marjorie heeft het moeilijk met spelling en ze durft ook schaamteloos veel te eten ondanks pogingen om dit te verbergen. Ze vermijdt haar eigen gewicht als gespreksonderwerp. Uiteindelijk verlaten alle leden de groep omdat ze de kwetsende opmerkingen en slecht advies van Marjorie beu zijn, waarop Marjorie geschokt reageert.
Marjorie komt voor vanaf seizoen 1 en in Little Britain USA en Little Britain Abroad.

### Bubbles DeVere
Gespeeld door: Matt Lucas 

Te zien: Vanaf seizoen 2 

Catchphrase: Call me Bubbles darling, everybody does!, Champagne! Champagne for everyone! 

Bubbles DeVere is een kale, dikke vrouw die permanent in het Hill Grange Health Spa verblijft. Ze heeft de gewoonte om haar kleren uit te trekken, voornamelijk om elke poging te dwarsbomen om haar haar enorme schulden en kosten van levensonderhoud te laten aflossen, maar ook omdat ze gelooft dat ze uitzonderlijk mooi is. Bubbles probeert de hogere klassen na te streven. Ze spreekt veel Engelse woorden 'a la française' verkeerd uit en kan in bepaalde woorden de 'v' niet uitspreken. Het wordt ook vaak geïmpliceerd dat ze een soort debutante is, ondanks dat ze 43 jaar oud en gescheiden is.
Bubbles komt voor vanaf seizoen 2 en in Little Britain USA, Little Britain Abroad en Little Britain Live.

## Geschiedenis

### Radioshow
Little Britain begon als radioshow bestaande uit negen afleveringen op BBC Radio 4, geproduceerd door Ashley Blaker. Radio 4 startte een herhaling van de negen afleveringen in februari 2004. De inhoud van de afleveringen werd toen gedeeltelijk aangepast, zodat er uitgezonden kon worden voor 18:30 's avonds. Vreemd genoeg overlapte deze herhaling met een herhaling van de eerste vijf afleveringen op de digitale radiozender BBC Radio 7, die begon halverwege maart dat jaar. Van juni tot juli 2004 zond BBC Radio 7 de overige vier afleveringen uit.

### Little Britain USA
De vierde reeks, Little Britain USA, werd in het najaar van 2008 uitgezonden op HBO en BBC One.
Enkele personages uit vorige reeksen werden meegenomen naar de Verenigde Staten. Zo wordt Vicky Pollard naar een boot camp gestuurd, Daffyd Thomas gaat naar de universiteit en richt er zijn eigen gay society op, Sebastian Love wordt eerste minister van Groot-Brittannië en wordt verliefd op de Amerikaanse president, Carol Beer werkt nu als receptioniste van een ziekenhuis, Marjorie leidt nu een Fat Fighters-groep in de Verenigde Staten, Bubbles Devere gaat op een cruise, Harvey Pincher en zijn ouders bezoeken familie en Lou & Andy gaan op vakantie in Mississippi. Er werden ook enkele nieuwe personages toegevoegd, speciaal gericht op de Amerikaanse markt. Zo maken we kennis met Ellie Grace en haar mama, Bing Gordyn is de achtste Amerikaan op de maan, Mildred is een oude dame uit het zuiden van de Verenigde Staten die geregeld raad geeft aan haar kleinzoon Connor, Phyllis Church gehoorzaamt haar hondje Mr. Doggy en Mark en Tom zijn 2 bodybuilders die veel te veel groeihormonen genomen hebben.
Sting, Paul Rudd, Rosie O'Donnell en Sarah Chalke hebben een gastrol in deze reeks gespeeld. David Schwimmer regisseert de show.